# Torpet (Aalborg Kommune)
 For alternative betydninger, se Torpet. (Se også artikler, som begynder med Torpet)
Torpet er en landsby i det sydlige Vendsyssel med 34 indbyggere (2008). Torpet er beliggende to kilometer øst for Vadum og ni kilometer nord for Aalborg centrum. Landsbyen hører under Aalborg Kommune og er beliggende i Vadum Sogn.
Torpet har et karakteristisk træk med naturkarakter, bevaringsværdig bebyggelse og Vadum Kirke som et særkende for området. 